# Ликийский полуостров
Лики́йский полуо́стров — полуостров в Турции, в юго-западной части Малой Азии. Вдаётся в Средиземное море на 75 км между заливами Анталья и Фетхие.
Большая часть территории полуострова занята горами Западного Тавра (хребты Эльмалы, Бедаг, Теке) высотой до 3086 м, которые сложены преимущественно известняками. Горы образуют крутые склоны. В центральной части полуострова многочисленны озёра и солончаки. Берега обрывистые, с узкими бухтами. В приморской зоне произрастает маквис, выше — широколиственные и хвойные леса. Основной тип ландшафта в котловинах — солончаковая полупустыня.